# 恩斯特·烏德特
恩斯特·烏德特（德語：Ernst Udet，1896年4月26日—1941年11月17日）是納粹德國一名空軍一級上將，也是第一次世界大戰德國倖存的飛行員中，戰績排名第二的王牌飛行員。烏德特一戰時僅有22歲，他擊落敵機62架的紀錄僅次於素有「紅色男爵」外號的第1戰鬥機聯隊指揮官—曼弗雷德·冯·里希特霍芬。烏德特也是在二次大戰爆發前，為重建德國空軍的重要人物，曾擔任過裝備部長、兵器生产总监，也是極力推動使用俯衝轟炸機的軍官。

## 生平

### 早年生涯
恩斯特·烏德特生於法蘭克福，並於巴伐利亞的慕尼黑長大。烏德特自童年起就對航空有很大的興趣，他家也住在軍方飛艇遣隊和飛機製造廠附近。他與朋友曾試著製作滑翔機飛行，但該機被摔毀。1913年他在住家附近，常去參觀的奧托製造廠那裡和一名試飛員一起搭機飛行，體驗了他的第一次飛行。
烏德特曾於1914年8月2日試著加入軍中，但因為身高僅160公分（5呎3吋），過矮而不符合要求被拒絕。同年8月，當全德汽車俱樂部在招募摩托車志願者時，烏德特前去申請並被接受。當烏德特通過了第一年考試時，他父親就贈予了他一台摩托車。烏德特與另外4個友人一起被派為第26符滕堡後備師（Württembergischen）的摩托車傳令兵。在一次傳令兵任務中，烏德特的機車被流彈擊中，肩膀也受了傷，烏德特人被送到了野戰醫院，而摩托車被帶回修理。他試著跟回第26師，但因為該師已走遠，烏德特就留在那慕爾的摩托車整備廠。在此期間，烏德特與來自绍尼飛行部門的人見面，並被勸說改作一名飛行觀測員。然而在他收到來自绍尼的命令前，軍隊也廢除了摩托車傳令兵的制度，烏德特頓時無事可作。
烏德特試著重回戰場，他這次選擇進入空軍，但無論是作為駕駛員或進入飛機訓練部都不被接受。烏德特很快地發現到，如果他是一位受過飛行訓練的駕駛員，就會立刻被空軍所錄用。烏德特透過小時候經常參觀的奧托飛機工廠所有人—古斯塔夫·奧托（Gustav Otto）的幫助，進行了私人的飛行訓練課程，並花了他2000帝國馬克在課程費用上。1915年4月末，烏德特終於獲得了民用飛行執照，並加入了德意志帝國空軍。

### 德意志帝國空軍

#### 砲兵偵察
起初，烏德特以中士的階位擔任飛機駕駛員與觀測員尤斯丁尼乌斯（Justinius）中尉被編入第206航空營，作為偵察單位。烏德特曾有一次因為駕駛的雙座機阿維亞蒂克 B.I的後翼纜斷裂，但他還是將飛機駛回了德國前線，而尤斯丁尼乌斯則撐住機翼和保持平衡，飛機因此無須迫降，後來他們兩人都獲得了鐵十字勳章，烏德特是二級，尤斯丁尼乌斯是一級。後來，烏德特因為毀了一架飛機而遭軍事法庭審判，原因是他超載燃料與炸彈，導致飛機失控墜毀，但烏德特與他的乘客皆奇蹟似地生還，因為此事烏德特被補，關到禁閉室7天。當烏德特一出禁閉室，馬上隨哈特曼中尉到贝尔福觀察轟炸行動。之後在1916年初，烏特被轉到戰鬥機部門，成為戰鬥機飛行員。

#### 戰鬥機飛行員
烏德特被轉到哈布塞姆（Habsheim）的第68戰鬥機營，並負責駕駛福克公司（Fokker）的戰鬥機。烏德特在該單位的第一次飛行並不順利，他在起飛時就因為飛機機械的缺陷而墜毀於機庫，而之後烏德特就使用一架舊式的福克機。其後在一次列隊飛行，烏德特開始了他的第一次空戰，對手是一架法國的高德隆（Caudron），在飛機咬尾追逐中，烏德特發現自己無法扣下扳機，以致被敵機開火而射傷了臉頰，護目鏡也因此碎裂。因為這次經驗，烏德特轉而採取積極的攻擊方式，並擊落許多敵機，1916年3月18日擊落了第一架法國敵機。在那次行動中，烏德特收到命令，緊急起飛去攻擊被通告為「2架」的法國敵機，然而起飛後才發現到敵機實際上有22架。然而烏德特穿梭於機群中，他駕駛的福克D.III迅速接進了法軍的法爾曼F.40（Farman F.40），開火擊落它後迅速離去，烏德特也因此獲得了一級鐵十字勳章。同年，第68戰鬥機營被改制為哈布塞姆戰鬥單座機部隊（Kampfeinsitzer Kommando Habsheim），之後又在9月28日轉為第15戰鬥機中隊（Jagdstaffel 15），但烏德特則到1917年6月才轉至該單位。1917年1月，烏德特被升至預備役少尉；同月，第15戰鬥機中隊裝備了新的信天翁D.III戰鬥機（Albatros D.III），而該機裝備了新式的雙斯潘道同步機槍。在烏德特服役於第15戰鬥機中隊時，他曾寫到遇上了法國王牌飛行員喬治·居內梅（Georges Guynemer），並在5000公尺內一對一相交火。雙方在空中已各種高難度動作纏鬥，之後烏德特飛機的上翼著火，居內梅看見他對手的危境後，就揮手後離去了。烏德特對此回憶道：「有幾段時間裡我忘了我的對手是居內梅，我的敵人，我似乎是和老戰友在我們自己的機場上戰鬥。」
最後除了烏德特與其指揮官剛特曼（Gontermann），第15戰鬥機中隊的其他人都戰死了。剛特曼變得有些消沉，他對烏德特說道：「子彈的彈道全取於上帝之手，遲早也會擊中我們。」其後烏德特申請調到遠離戰線的第37戰鬥機中隊。在剛特曼被擊落後三個月，烏德特意外地被敵機擊落，24小時處於昏迷狀態，烏德特後來說道：「這是一次很好的死亡體驗。」6月19日，烏德特被調到普魯士37戰鬥機中隊。在該處，烏德特的戰績又開始上升，之後成為了第37戰鬥機中隊的指揮官。1917年11月13日，烏德特被授予了霍亨索倫王室勳章。儘管烏德特有些輕浮、喝酒喝到很晚和風流，他仍證明了自己是一個很優秀的戰鬥機中隊長，他花了很多時間在輔導新手飛行員與加強其射擊的能力。

#### 飛行馬戲團

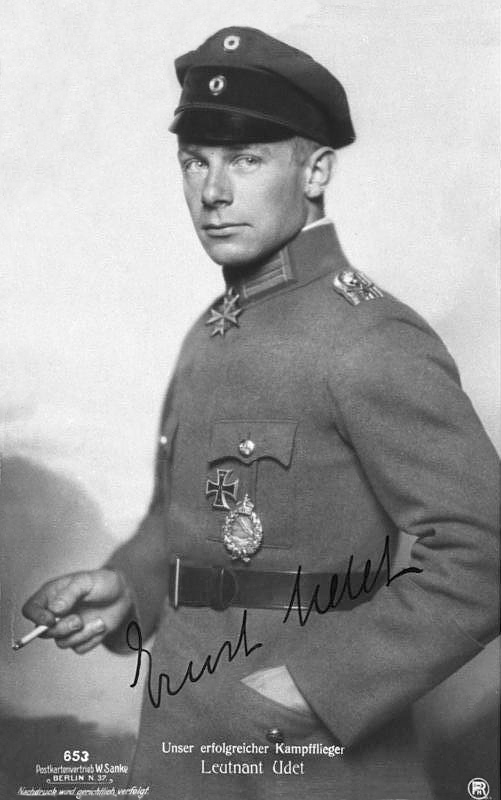
烏德特的一張簽名照，领口繫著藍馬克斯勳章

由於烏德特的戰績和技能十分突出，使他受邀加入素有「飛行馬戲團」之稱的第1戰鬥航空團，該中隊是一支由德國王牌飛行員，著名的「紅男爵」—曼弗雷德·冯·里希特霍芬所領導的精銳部隊。在一個雨天裡，里希特霍芬與烏德特於法兰德斯的一個帳篷中見了面，里希特霍芬指出烏德特已有擊落20架的戰績，並說道：「你對我們來說似乎已經成熟了，你認為呢？」而烏德特回答了「是」。在看了烏德特於一次砲兵正面攻擊時擔任空中偵察的表現後，里希特霍芬讓烏德特指揮自己所指揮過的第11戰鬥機中隊。里希特霍芬則繼續指揮第4戰鬥機中隊、第6戰鬥機中隊和第10戰鬥機中隊，烏德特也對里希特霍芬表現出許多崇敬之情。
然而，里希特霍芬於1918年4月被擊落，但當時烏德特不在前線。烏德特因為耳朵有不明的疼痛而要休養，人已離開空軍部隊，之後又被告知獲贈蓝马克斯勋章，但對於里希特霍芬之死造成的打擊使他極為沮喪。對於里希特霍芬，烏德特描述道：「他是我見過最為單純的人，一位徹底的普魯士人和最偉大的戰士。」烏德特不理醫生的反對，回到了第1戰鬥航空團指揮第4戰鬥機中隊直到戰爭結束，此時他們已配備了福克D.VII。單單8月，烏德特就擊落了20架敵機（主要是英軍）。烏德特之後因為62架的擊落紀錄而成了民族英雄，但他不喜歡里希特霍芬的繼任者—赫爾曼·戈林，他在戰爭期間還一度懷疑戈林的戰績。1918年6月29日，烏德特從失控的飛機中跳傘，但傘開得太晚，烏德特在離地250英呎高距離墜落後扭傷了腳。1918年9月28日，烏德特的大腿受傷，之後持續治療至11月11日戰爭結束。

### 戰間期
一次大戰後到第二次世界大戰前，烏德特以國際知名的特技飛行員活躍著。烏德特還曾參與德國著名導演莱尼·里芬斯塔尔所拍攝的《爬麓的白色地獄》（Die weiße Hölle vom Piz Palü，1929年）、《白朗峰风暴》（Stürme über dem Montblanc，1930年）和《SOS雪山》（S.O.S. Eisberg，1933年）。烏德特的特技飛行員生涯還將他帶到了美國加州，他還應邀參加美國在克里夫蘭舉辦的國家航空賽。烏德特於1920年2月25日結婚，然而，結婚不到3年。他們就在1923年2月16日離婚，有人說是因為烏德特身邊有許多情人的關係。烏德特有很多休閒娛樂的嗜好，包括繪畫漫畫、雜耍和舉辦派對。烏德特的冒險生活並未跟著戰爭的結束而停止，曾有一次在回家的路上被共產黨人所行搶，烏德特的衣服還被撕破，但保住了自己的勳章。烏德特和羅伯特·里特爾·馮·格萊姆在巴伐利亞參加戰俘救濟組織的活動，還曾被邀請參加國際間的飛行活動。

### 納粹德國空軍

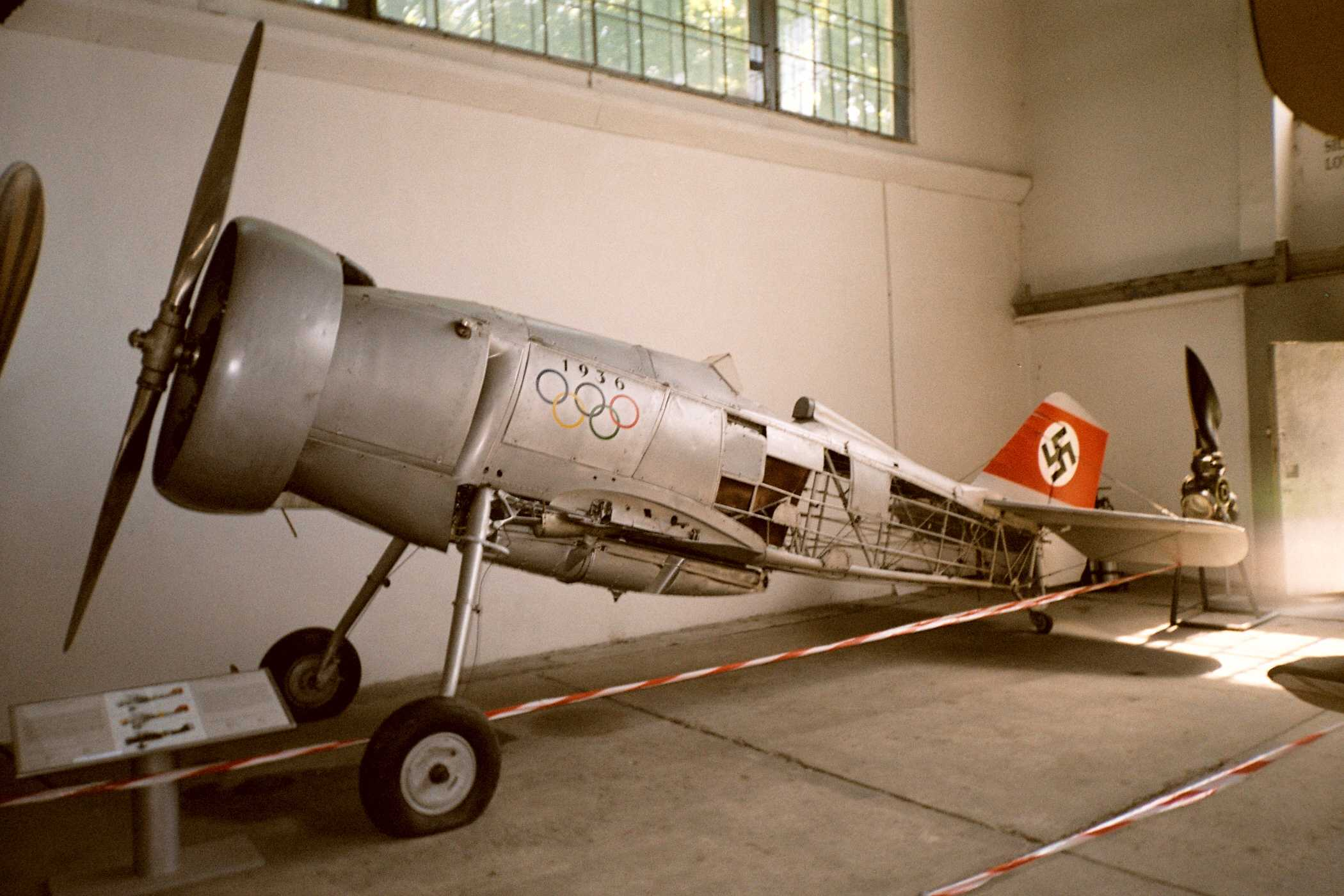
存於波蘭航空博物館的烏德特霍克機

戈林在開始組建空軍時，為拉攏烏德特而看準他對美國霍克II的興趣，並幫他買下了2架，對政治不怎麼關心的烏德特還是在1933年加入了納粹黨，在戈林的勸說下擔任新生空軍的裝備部長。這兩架飛機後來用在烏德特的特技飛行與軍事試驗中，包括1936年的柏林奧運，其中一架在戰後倖存，存於波蘭航空博物館。此外，還影響了德國組建俯衝轟炸機部隊的概念，如Ju 87。然而俯衝轟炸機的發展並非順利，在1936年6月，空軍參謀部長官沃尔弗拉姆·冯·里希特霍芬曾在1936年6月9日發布命令停止研製其武器，主要是認為攻擊時過於危險，但烏德特仍持續研製俯衝轟炸機。
烏德特在軍部中並不適應，他因為官僚壓力而染上了酗酒，對工作也並未有真正的興趣，他還是中意於飛行。另外，在開發He 177轟炸機與Ju 88轟炸機時，烏德特要求該機有俯衝轟炸的能力，嚴重折損了其性能與延長了開發，在對其他德國大型轟炸機的研製也有不良影響。除了轟炸機外，烏德特還因為自己的保守理念，妨礙了噴射機的發展，當他於1939年6月21日人類史上首架噴射機He 176成功的試飛後，對其評價道：「這根本不是一架飛機嘛！」，並下令禁止這種「屁股裝著一座火山的飛機」進行試飛。在1939年1月，烏德特訪問義屬北非，他陪同義大利空軍元帥伊塔洛·巴尔博一起飛行。1939年初，有明顯跡象顯示德國將與義大利在軍事和外交上合作。
1939年2月，烏德特成為德国空军兵器生产总监（Generalluftzeugmeister）。二戰爆發後，對空軍的管理壓力使烏德特越來越難以承受，特別是空軍的需求量超出了德國工業能力，也導致烏德特因為飲酒和服藥而日益肥胖，到了不列顛空戰又被戈林和米爾希轉移希特勒對空軍無能的憤怒，怪罪其戰鬥機生產不利而導致失敗。1941年，烏德特曾找戈林有過一次長談，希望辭去目前職務，但遭拒絕。

### 自殺

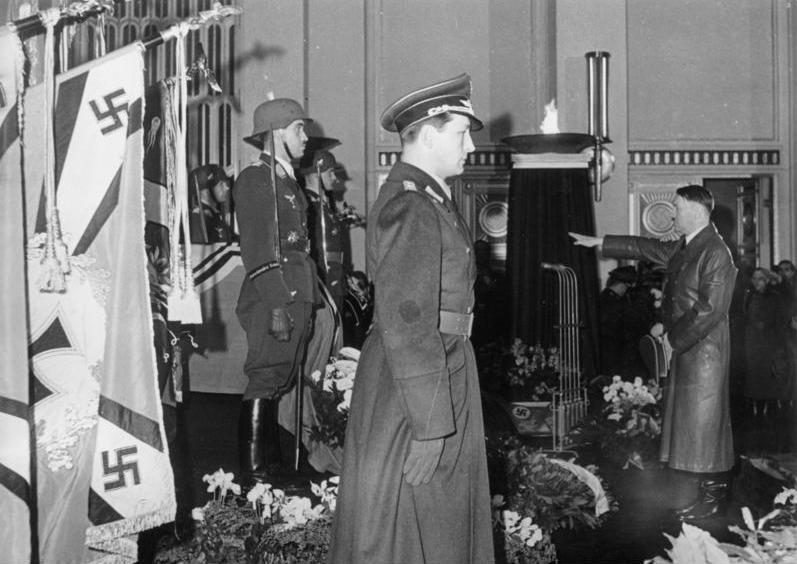
烏德特的葬禮場景

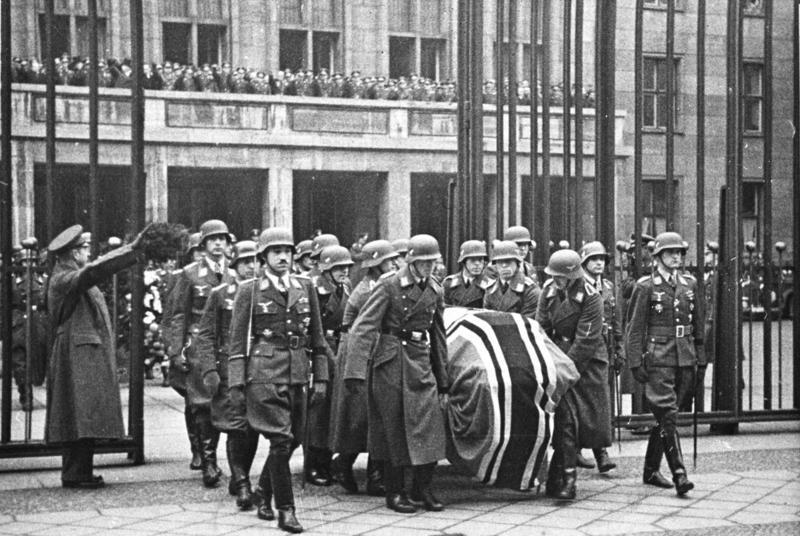
烏德特的下葬场景，左侧前方的护卫为另一王牌飞行员——阿道夫·加兰德

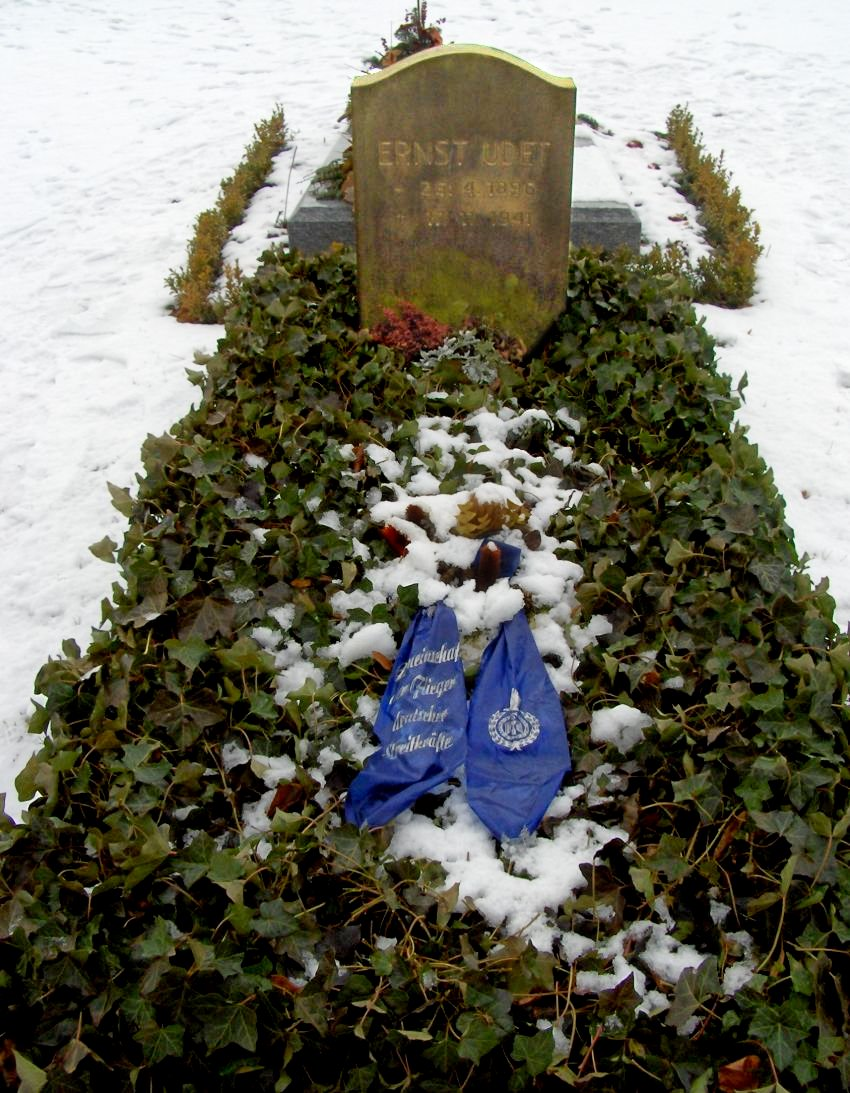
位於柏林傷殘軍人公墓的烏德特之墓

1941年11月17日，烏德特在與他女友電話談論中時以手槍射擊自己頭部自殺，有證據表明烏德特與戈林、米爾希和納粹黨之間的關係極糟，這也被認為是導致他精神崩潰的主要原因。根據烏德特的傳記《鷹之隕落》（The Fall of an Eagle）所述，他以紅筆寫下「『Ingelein』，你為什麼要離開我？」，「『Iron One』，你要為我的死負責！」，「Ingelein」是指他的女友Inge Bleyle，「Iron One」是指戈林，《空軍戰爭日記》（The Luftwaffe War Diaries）中則描述烏德特在自己的床頭寫到：「帝國元帥，你為什麼要拋棄我！」。不過，烏德特這些話被他的副官馬克思·潘德勒（Max Pendele）看到後立刻用抹布擦掉，但該人事後又懊悔不已。戈林聞訊後，立刻要求隱瞞烏德特的自殺事實，將其描述為一次新飛機試飛的意外。巧的是，在前往參加烏德特的葬禮途中，德國一名全國知名的戰爭英雄—維爾納·莫德士也同樣死於空難。
戈林對於烏德特對其的仇恨渾然不知，但對他為何自殺感到好奇，下令四位法官進行調查，直至1942年秋季向戈林報告，表示技術局內部有諸多不法之事。戈林表示「我真是鬆了一口氣，烏德特對自己做出了裁決，免得到最後我必須親自送他到法庭上」，說這段話時戈林眼中還有一抹淚水。後來烏德特被授予國葬，葬於柏林榮軍公墓。

## 資料來源
1. 1 2 3 4  .   [2010-03-14]. （原始内容存档于2021-01-25）.
2. ↑  .   [2010-03-14]. （原始内容存档于2008-09-15）.
3. 1 2 3 4 5 6 7 8 9 10 11  .   [2010-03-14]. （原始内容存档于2016-07-12）.
4. ↑  .   [2010-03-14]. （原始内容存档于2020-02-03）.
5. ↑  《攻擊高度四千米（下）》，Cajus Bekker著，麥田出版社，第597頁。
6. ↑  Kelly, Saul, The Lost Oasis，第130頁
7. 1 2  . The Aerodrome.   [19 April 2009]. （原始内容存档于2008-09-15）.
8. 1 2  （中文）《攻擊高度四千米》，麥田出版，第410頁